# Михайловка (Пятихатский район)
Михайловка (укр. Михайлівка) — село,
Беленщинский сельский совет,
Пятихатский район,
Днепропетровская область,
Украина.
Код КОАТУУ — 1224580505. Население по переписи 2001 года составляло 42 человека .

## Географическое положение
Село Михайловка находится в 5-и км от левого берега реки Омельник и
в 3-х км от села Беленщина.
Рядом проходит автомобильная дорога Т-0423.